# 古沙尔格尔
古沙尔格尔（Kushalgarh），是印度拉贾斯坦邦班斯瓦拉县的一个城镇。总人口10096（2001年）,它位於班斯瓦拉市以南約65公里的班斯瓦拉縣。

## 人口
该地2001年总人口10096人，其中男性5195人，女性4901人；0—6岁人口1479人，其中男760人，女719人；识字率73.46%，其中男性为80.23%，女性为66.29%。

## 地理
位於23.17°N 74.45°E。它的平均海拔為302米（991英尺）。